# Martín Rodríguez Sol
Martín Rodríguez Sol (Palma, 1956) és un fiscal provinent d'una família d'orígens lleidatans que, exercint de fiscal superior de Catalunya, el 2012 obrí diligències contra el diari El Mundo per una informació sobre suposats comptes suïssos d'Artur Mas que posteriorment no es pogué provar, i que hauria estat de caràcter difamatori. Posteriorment, va fer unes declaracions sobre una consulta de l'opinió dels ciutadans de Catalunya envers el seu futur polític i, després que el fiscal general de l'Estat li obrís un expedient de remoció, dimití al març del 2013.

## Biografia
Descendent d'una il·lustre família lleidatana, va néixer a Palma perquè el seu pare hi era per motius professionals. Amb un any d'edat ja vivia a la capital del Segrià on va cursar tots els seus estudis des de primària fins llicenciar-se en dret a la Universitat de Lleida.
El seu besavi va ser magistrat, el seu avi va presidir l'Audiència de Lleida i el seu pare el va precedir com a fiscal en cap. Per part materna el seu rebesavi i el seu besavi van ser els alcaldes Sol, el seu avi, tinent d’alcalde i el seu oncle, regidor. Té dos germans fiscals i tres matemàtics; i es va casar amb una Jutge.
El 1978, va prendre possessió de la seva primera destinació com a fiscal a Guipúscoa, on va participar en judicis penals. Posteriorment, el 1982, es va incorporar a la Fiscalia de l'Audiència Territorial de Barcelona, on durant dotze anys va treballar als jutjats d'Instrucció d'Arenys de Mar, l'Hospitalet i Barcelona, arribant a participar en dues causes destacables: el conegut com a Frau de la Seguretat Social, amb 100 acusats que es va saldar amb 97 condemnes, i el Frau de la Duana, una estafa de més de 2.000 milions de pessetes.
En sessió plenària del Consell Fiscal, Martín Rodríguez Sol va ser nomenat, el juliol del 2012, Fiscal Superior de Catalunya, en una cerimònia celebrada al Palau de Justícia de Barcelona. En el discurs d'investidura, Rodríguez Sol va senyalar com a prioritari retallar els temps, referint-se als processos judicials. D'altra banda, el Fiscal General de l'Estat, Eduardo Torres-Dulce, destacava de Rodríguez Sol que tenia un perfil moderat i competent.
Diversos mitjans informatius van fer-se ressò d'aquest nomenament, ja que semblava trencar amb una tradició no escrita de posar al càrrec a fiscals progressistes (els seus antecessors havien estat Carlos Jiménez Villarejo, José María Mena i, per acabar, Teresa Compte). Rodríguez Sol era considerat conservador, atès que entre els anys 2000 i 2004 havia presidit la conservadora Asociación de fiscales.
El mes de novembre del 2012, Rodríguez Sol va obrir diligències contra el diari El Mundo per la seva informació sobre suposats comptes bancaris a Suïssa del President de la Generalitat de Catalunya Artur Mas. Aquest fet va ser recriminat per Torres-Dulce.
En una entrevista concedida a Europa Press, Rodríguez Sol va dir que veia legítim que Catalunya aspirés a consultar als ciutadans sobre el seu futur polític, però avisant que actualment no existia un marc legal que permetés un referèndum sobre la independència, de manera que ell era partidari de buscar una alternativa amb preguntes que respectessin la legalitat. El Fiscal Superior de Catalunya, en aquesta mateixa entrevista, manifestava que, davant del previsible “no” de Madrid a permetre un referèndum, es podia utilitzar la Llei de Consultes amb preguntes en altres sentits.
Davant d'aquesta entrevista, el diari El Mundo va publicar un editorial on es demanava el cessament immediat de Rodríguez Sol com a Fiscal Superior de Catalunya. Gairebé paral·lelament, el Fiscal Superior de l'Estat, Torres-Dulce, va obrir un expedient de remoció destinat a estudiar la possibilitat d'aquest cessament. Segons ell, un Fiscal Superior no podia opinar d'un tema del qual després podia haver d'investigar.
Martín Rodríguez Sol va sortir al pas dels atacs que arribaven des de Madrid, explicant en un comunicat que no era partidari de la independència de Catalunya. Tot i així, poc després d'esclatar aquest escàndol, Martín Rodríguez Sol va posar el seu càrrec a disposició de Torres-Dulce, que va acceptar la dimissió del Fiscal Superior de Catalunya. Bona part dels companys de professió de Rodríguez Sol van donar suport al Fiscal Superior de Catalunya, exposant que la llibertat d'expressió no ha de ser incompatible amb la neutralitat del poder judicial.
Al setembre del 2013, la Generalitat de Catalunya li concedí el Premi Justícia de Catalunya en reconeixement de "la seva trajectòria professional al servei de la justícia, lligada sempre a Catalunya (...) la seva implicació en la millora de l'Administració de justícia i la defensa de l'especialització dels fiscals; com també la dignitat i professionalitat amb les quals va exercir el seu càrrec al capdavant de la Fiscalia Superior de Catalunya i la sensibilitat mostrada vers la realitat catalana".
De cara les eleccions al Parlament de Catalunya de 2015, va presentar-se a la candidatura d'Unió Democràtica de Catalunya com a número dos de la circumscripció de Barcelona.
El gener de 2024 es va fer públic arran d'una investigació periodística que el ministeri de l’Interior va investigar Rodríguez Sol de forma il·legal i sense cap indici que ho justifiqués amb l’únic objectiu de desacreditar-lo i perjudicar-lo professionalment dins de l'anomenada Operació Catalunya, arran de la famosa obertura de diligències contra El Mundo per difondre noticies falses contra el procés i, per tant, com a venjança política. El ministre de l'interior del moment, Jorge Fernández Díaz, havia negat al Congrés dels Diputats aquestes pràctiques, però els fets demostraren que va mentir. Això va animar la Fiscalia Superior de Catalunya a obrir diligències per tal d'investigar-ho, contrastant amb decisions anteriors de la mateixa fiscalia on s'havia negat a investigar pels mateixos fets les denúncies presentades per personatges rellevants com Sandro Rossell, Oriol Pujol, Jaume Giró, Artur Mas o Carles Vilarrubí entre d'altres.